# Ростовское кольцо (марафон)
Ростовское кольцо — несоревновательный легкоатлетический пробег, который ежегодно проходит в Ростове-на-Дону. В 2021 году мероприятие проводится 42-й раз.
Отличительной особенностью мероприятия является разбитие дистанции на этапы, после каждого из которых участникам предлагается отдохнуть на специально организованных точках. На каждой из них участники могут завершить пробег. Суммарная дистанция всех этапов традиционно близка к марафонской (42.2 км), но каждый год варьируется из-за регулярно обновляемого маршрута.

## История
В 2016 году маршрут пробега составил 42 километра и был разделен на 5 этапов. Старт был дан в 9 утра, те участники, которые добежали до финиша, получили памятные дипломы.
В 2017 году «Ростовское кольцо» было проведено 39-й раз. Новая команда организаторов привнесла в мероприятие некоторые изменения: все желающие могли стать участниками мультимедийной беговой экскурсии. Дистанция пробега составила 38 километров, в программе было запланировано четыре остановки для отдыха. Сбор проходил на Театральной площади Ростова-на-Дону.
В 2020 году мероприятие не состоялось по причине ограничений, принятых в Ростовской области, связанных с пандемией коронавируса (COVID-19). Пробег перенесли на весну 2021 года.
В пробеге принимают участие видные персоналии города. Так, среди участников в разные годы были олимпийский чемпион Вартерес Самургашев и министр спорта Ростовской области Самвел Аракелян.